# أولفاويات
الأولفاويات[بحاجة لمصدر] (الاسم العلمي: Ulvales) هي رتبة من الطحالب الخضراء.

## فصائل
- الأولفاوية (الاسم العلمي:أولفاوية)
- (الاسم العلمي:Ulvellaceae)
- (الاسم العلمي:Bolbocoleonaceae)
- (الاسم العلمي:Jaoaceae)
- (الاسم العلمي:Phaeophilaceae)
- (الاسم العلمي:Capsosiphonaceae)
- (الاسم العلمي:Gayraliaceae)
- (الاسم العلمي:Kornmanniaceae)